# Macavity
Macavity es un personaje ficticio que se describe en un poema de El libro de los gatos habilidosos del viejo Possum escrito por T.S. Eliot. El personaje también aparece en la obra musical Cats de Andrew Lloyd Webber.

## El poema

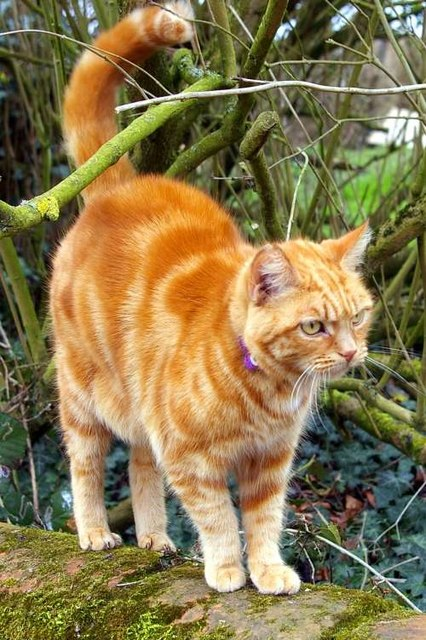
Ejemplar de gato color rojizo o ginger cat.

Probablemente el poema “Macavity el Gato Misterio” (Macavity the Mystery Cat) sea el más conocido de El libro de los gatos habilidos del viejo Possum, el cual sería el único libro escrito por Eliot para lectores jóvenes. La lectura de este poema es particularmente adecuada para niños de 11 o 12 años de edad.
Macavity (también conocido como el Gato Misterio, la Garra Oculta y el Napoleón del Crimen) es un maestro criminal responsable de una multitud de delitos, en el libro se describe como alguien muy inteligente que nunca deja evidencia de su culpabilidad. Existe una semejanza con el profesor James Moriarty de las historias de Sherlock Holmes escritas por Arthur Conan Doyle. Eliot escribió una carta al matemático Frank Morley, en la cual le dijo: “He creado un nuevo gato inspirado en el difunto profesor Moriarty, aunque no parece ser muy popular, quizás sea demasiado sofisticado”. Sherlock Holmes describe a Moriarty como el “Napoleón del Crimen” en la novela El problema final y como “un Napoleón que se ha torcido” en El valle del terror. La idea de que Macavity era Moriarty fue revelada por primera vez por HT Webster y HW Starr en Macavity: An Attempt to Unravel His Mistery (1954), y su identidad redescubierta por Katharine Loesch.
De acuerdo con el poema, incluso cuando el Servicio Secreto concluye que Macavity estaba detrás de una pérdida, los agentes no pueden arrestarlo pues “él se encontraba a una milla de distancia”. Doyle escribió que Moriarty “nunca es capturado” en el momento del crimen porque probablemente “está resolviendo problemas en un pizarrón a diez millas de distancia” (El problema final). Macavity es descrito como un gato jengibre (ginger cat) muy alto y delgado con ojos hundidos, y “que balancea su cabeza de lado a lado con movimientos de serpiente”. El poema también dice que “su frente tiene arrugas profundas por pensar demasiado, su cabeza tiene forma de huevo, su pelaje está empolvado y descuidado, y sus bigotes no están peinados”. Una vez más, la descripción es muy semejante a la del profesor Moriarty:

«Su apariencia era muy familiar para mí. Él es extremadamente alto y delgado, en lo alto de su frente tiene una curva blanca, y sus dos ojos están profundamente hundidos en su cabeza...su rostro sobresale hacia adelante y siempre esta oscilando de lado a lado curiosamente como reptil».
El problema final, Arthur Conan Doyle.

El poema muestra la mala conducta de Macavity como la podría tener cual cualquier otro gato común, como por ejemplo robar leche, pero también lo muestra como responsable de crímenes mayores. Macavity es referido como “un desalmado con figura felina, un monstruo de la depravación” y ha sido sospechoso de agobiar a los perros pequineses, de vandalismo, robo, de hacer trampa con los naipes, de espionaje y de controlar el círculo de miembros del crimen organizado como Mungojerrie, Rumpletezer y Griddlebon, entre otros. En las novelas de Doyle, Sherlock Holmes describe al profesor Moriarty como “el organizador de la mitad de todo lo malévolo y de casi todo lo que no se detecta en la gran ciudad”.

«Macavity's a Mystery Cat: he's called the Hidden Paw:

For he's the master criminal who can defy the Law.

He's the bafflement of Scotland Yard, the Flying Squad's despair:

For when they reach the scene of crime — Macavity's not there!

And they say that all the Cats whose wicked deeds are widely known..

..And they say that all the Cats whose wicked deeds are widely known

(I might mention Mungojerrie, I might mention Griddlebone)

Are nothing more than agents for the Cat who all the time

Just controls their operations: the Napoleon of Crime!»
«Macavity es el Gato Misterio: le llaman la Garra Oculta:

es un maestro criminal que desobedece la ley.

Es la vergüenza de Scotland Yard, la desesperación de las brigadas móviles:

para cuando ellos llegan a la escena del crimen — ¡Macavity no está allí!

y se dice que entre todos los gatos malvados sus crímenes son bien conocidos..

..y se dice que entre todos los gatos malvados sus crímenes son bien conocidos

(podría mencionar a Mungojerrie, podría mencionar a Griddlebone)

no son más que agentes del gato quien todo el tiempo

solamente controla sus operaciones: ¡el Napoleón del Crimen!»
T.S. Eliot, El libro de los gatos habilidosos del viejo Possum.

Webster y Starr asumieron que Eliot refirió los casos de Mr. Joseph Harrison (El tratado naval) y Hugo Oberstein (Los planos del "Bruce-Partington") cuando escribió el poema: “Y cuando el Ministerio de Relaciones Exteriores encontró un tratado que se había ido por mal camino, y por cierto, cuando el almirantazgo perdió algunos planos y dibujos”.
Macavity aparentemente posee el poder místico de la levitación, pues “viola la ley de la gravedad”.

## El musical

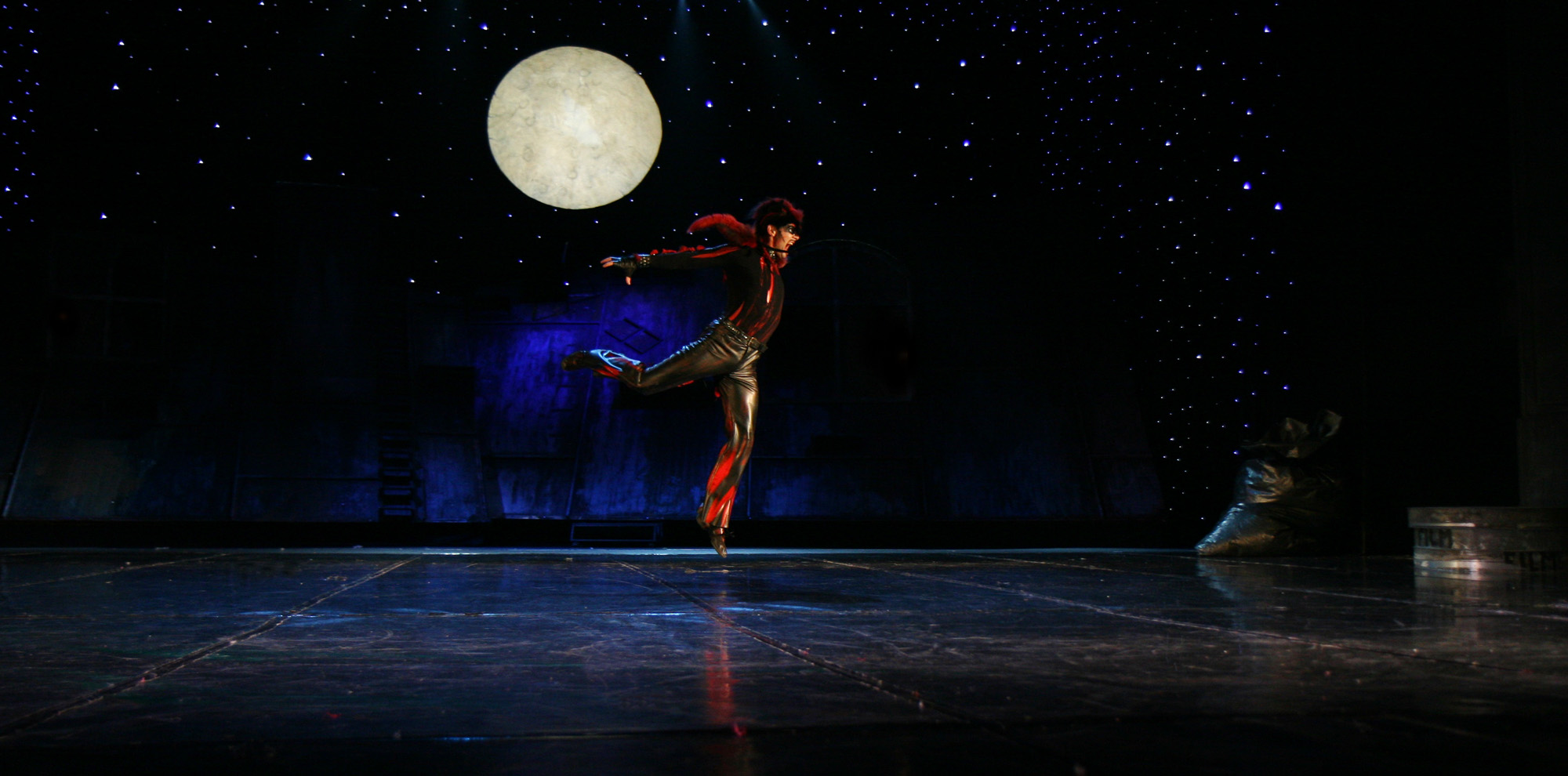
Grzegorz Suski interpretando el papel de Macavity en el musical Cats en el Teatro Musical Roma de Varsovia.

Macavity es realmente el único villano en el musical Cats, quien secuestra Old Deuteronomy —líder de los gatos Jellicle— e intenta raptar a Demeter, uno de los dos gatos que cantan con él. Lloyd Webber ha dicho que “Macavity...obviamente está inspirado en Moriarty”. El personaje de Macavity fue interpretado por John Thornton en la producción original de los teatros del West End en Londres, por Kenneth Ard en la primera producción en Broadway, y por Bryn Walters en la producción del DVD de 1998.
En el argumento del musical, Macavity realiza varios intentos para asustar a los gatos Jellicals. Estos culminan con el secuestro de Old Deuteronomy, después de que dos de las gatas queen —Bombalurina y Demeter— cantan su canción. Poco después, Macavity regresa para intentar secuestrar a Demeter, pero Munkustrap y Alonzo salen para defenderla. Después de una dramática pelea de gatos, ambos logran ahuyentar a Macavity. Tal y como se observa en la producción fílmica del DVD y de la mayoría de las producciones teatrales, Macavity parece ser capaz de realizar algún tipo de hipnosis. Cuando Demeter y Bombalurina (una coqueta gata queen quien es amiga cercana de Demeter) cantan la canción de Macavity lo hacen de una forma que sugiere que él es muy familiar para ambas. El número de Macavity se desarrolla sobre la base de un dúo de blues que es interpretado en un baile por dos de las gatas adultas.
Macavity suele ser descrito como un gato cuyo pelaje tiene una amplia y caótica variedad de líneas de color: rojas, anaranjadas, blancas, y negras. A menudo se le representa con largas garras así como con una melena salvaje y oscura. El rol de Macavity es usualmente interpretado por el mismo actor que representa a Admetus (un gato del coro que en particular realiza un pas de deux con Victoria durante el Baile Jellicle), o Plato (nombre alternativo en otras producciones). Su disfraz es de color jengibre y blanco, y específicamente incluye un diseño de maquillaje sencillo que permite transformar al actor en Macavity, de esta forma puede reaparecer como otro personaje en el escenario de acuerdo a la trama. Admetus, o Plato, es a menudo fácil de reconocer porque debe ser uno de los actores más altos y fuertes del elenco, ya que la escena de la pelea entre Mukustrap y Macavity requiere que este último sea capaz de levantar a otros bailarines. 
Entre los actores que han representado el papel de Macavity se encuentran Bryn Walters y Drew Roelofs.

## En la cultura popular
La organización Mystery Readers International presenta anualmente el Premio Macavity en varias categorías, las cuales incluyen mejor novela de misterio, mejor primera novela de misterio, mejor historia de no ficción, y mejor historia corta de misterio. El ex primer ministro británico, Gordon Brown, cuando todavía era ministro de Hacienda, fue comparado con Macavity por el líder del partido de oposición David Heath, quien etiquetó a Brown como “el Macavity del gabinete” cuando habló acerca de los créditos fiscales en cuestiones de negocios el 23 de junio de 2005. Dos años más tarde, Andrew Turnbull hizo eco de la comparación cuando opinó que “el canciller tiene una calidad como Macavity, pues no está ahí cuando el trabajo sucio se hace”. Después de que Harold Pinter recibió el Premio Nobel de Literatura de 2005, la periodista Mary Liddell de The Observer dijo que “Pinter había llegado a ser el Macavity de las letras inglesas”.
Maciej Wojtyszko, autor polaco de libros para niños, publicó un personaje al que llamó el Gato Macavity, quien es un cerebro criminal que pierde un duelo de ajedrez con el perro detective Kajetan Chrumps, y es entonces cuando es convencido de convertirse en el asistente del perro. La escritora de series de misterio Gillian Roberts, describe a su personaje Amanda Pepper como una detective y maestra de escuela quien tiene un gato de compañía de edad avanzada y cuyo fuerte parece ser la relajación. Este gato, también llamado Macavity, es mencionado en las siguientes obras de Roberts: Claire and Present Danger (2003), Helen Hath No Fury (2001), Adam and Evil (1999), The Bluest Blood (1998), The Mummer´s Curse (1996), How I Spent My Summer Vacation (1995), In the Dead of Summer (1995), With Friends Like These... (1993), I'd Rather Be in Philadelphia (1992), Philly Stakes (1989), Caught Dead in Philadelphia (1987). La banda musical punk de New Jersey llamada Gimp lanzó un álbum titulado Smiles for Macavity.

## En las noticias
Varios conductores de autobús de la zona conurbada de West Midlands en Gran Bretaña, dieron el nombre de Macavity a un gato blanco con heterocromía, el cual, desde enero de 2007 fue visto de forma regular utilizando el servicio local de transporte sin compañía de persona alguna. El pelaje del gato era completamente blanco, tenía el ojo izquierdo de color verde, el ojo derecho de color azul, y portaba un collar de color púrpura. Su verdadero nombre y su dueño fueron desconocidos. El conductor de autobús, Bill Khunkhun, comentó: 
“Tan pronto como abro las puertas del autobús, el gato brinca hacia adentro. Parece gustarle. Al principio me parecía extraño, pero después parecía algo normal. Es un pasajero perfecto. El único problema es que nunca paga”.
Desde enero de 2007, los conductores de la compañía National Express West Midlands de la ruta Walsall-Willenhall observaron como el gato nombrado Macavity corría para tomar los autobuses en la parada de Churchill Road —cerca de un conjunto de casas no adosadas— de dos a tres veces por semana. Al principio se escondía debajo de los asientos de los autobuses. Después de viajar aproximadamente 400 metros, habitualmente se bajaba en la siguiente parada, la cual era cercana a una zona de tiendas. El periódico Daily News especuló que su posible destino era una tienda de comida rápida que vende pescado y papas (fish and chips).